# Аделхайд фон Льовенщайн-Вертхайм-Розенберг
Вижте пояснителната страница за други личности с името Аделхайд.
Аделхайд фон Льовенщайн-Вертхайм-Розенберг, с рождено име София Амалия „Аделхайд“ Луиза Йохана Леополдина фон Льовенщайн-Вертхайм-Розенберг (на немски: Sophie Amalie Adelheid Luise Johanne Leopoldine Prinzessin von Löwenstein-Wertheim-Rosenberg; * 3 април 1831, Клайнхойбах; † 16 декември 1909, абатство Райд, остров Уайт, Великобритания), е принцеса от Льовенщайн-Вертхайм-Розенберг и чрез женитба кралица на Португалия (24 септември 1851 – 14 ноември 1866).

## Произход
Дъщеря е на наследствения принц Константин фон Льовенщайн-Вертхайм-Розенберг (1802 – 1838) и принцеса Агнес фон Хоенлое-Лангенбург (1804 – 1835), дъщеря на княз Карл Лудвиг фон Хоенлое-Лангенбург (1762 – 1825) и графиня Амалия Хенриета Шарлота фон Золмс-Барут (1768 – 1847). Родът Льовенщайн-Вертхайм е морганатичен клон на фамилията Вителсбахи, образуван около 1460 г.

## Кралица на Португалия
Аделхайд се омъжва на 24 септември 1851 г. в дворец Льовенщайн в Клайнхойбах близо до Милтенберг за крал Мигел I Португалски (* 26 октомври 1802; † 14 ноември 1866), херцог на Браганца, крал на Португалия (1828 – 1834), син на крал Жуау VI (1767 – 1826) и испанската инфанта Карлота-Хоакина Бурбон-Испанска (1775 – 1830). Понеже Мигел е загубил трона си и е в изгнание, Аделхайд се възкачва на трона.

## Следващи години
Като вдовица принцеса Аделхайд става бенедиктинка в манастир „Санта-Цецила де Солесмес“ във Франция, който 1901 г. се мести на английския остров Уайт.
Принцеса Аделхайд умира на 78 години на 16 декември 1909 г. в абатство Райд, остров Уайт, Великобритания. През 1967 г. тя и нейният съпруг са преместени в Лисабон и са погребани в манастир „Сан Виценте де Фора“ в „Пантеона на фамилията Браганца“.
Тя е прапрабаба на Франц Баварски, Анри Люксембургски, крал Филип Белгийски и други княжески къщи.

## Деца
Аделхайд и Мигел I Португалски имат децата:
- Мария даш Невеш (1852 – 1941), инфанта на Португалия, омъжена на 26 април 1871 г. в дворец Клайнойбах за инфант Алфонсо Карлос Испански, херцог на Сан Жайме и Мадрид (1849 – 1936)
- Мигел II (1853 – 1927), херцог на Браганца, женен I. на 17 октомвир 1877 г. в Регенсбург за принцеса Елизабет фон Турн и Таксис (1860 – 1881), II. на 8 ноември 1893 г. в Клайнхойбах за принцеса Мария Терезия фон Льовенщайн-Вертхайм-Розенберг (1870 – 1935)
- Мария-Тереза (1855 – 1944), инфанта на Португалия, омъжена на 23 юли 1873 г. в Клайнхойбах за велик херцог Карл Лудвиг Австрийски (1833 – 1896)
- Мария Жозе Португалска (1857 – 1943), инфанта на Португалия, омъжена на 29 април 1874 г. в Клайнхойбах за херцог Карл Теодор Баварски (1839 – 1909)
- Аделгунда (1858 – 1946), инфанта на Португалия, омъжена на 15 октомври 1876 г. в Залцбург за Енрико Бурбон-Пармски
- Мария Анна (1861 – 1942), инфанта на Португалия, омъжена на 21 юни 1893 г. в дворец Фишхорн до Цел ам Зе за велик херцог Вилхелм IV от Люксембург (1852 – 1912)
- Мария Антония (1862 – 1959), инфанта на Португалия, омъжена на 14 януари 1884 г. в дворец Фишхорн за херцог Роберто I Бурбон-Пармски (1848 – 1907); майка на австрийската императрица Цита Бурбон-Пармска (1892 – 1989)

## Галерия
- Младата Аделхайд
- Сватбата 1851 г. в дворец Льовенщайн, Клайнхойбах
- Принцеса Аделхайд с нейния съпруг и двете им най-големи деца
- Аделхайд на ок. 54 години (1885)
- Аделхайд като монахиня
- Дворец Льовенщайн в Клайнхойбах (2008)